# بيراستسيس

بيرابتيروس مع بيراستسيس بين الأعمدة (النقط) والجدران.

البيراستسيس (بالإنجليزية: Peristasis)‏ (باليونانية: περίστασις)‏ كان عبارة عن شرفة ذات أربعة جوانب أو قاعة من الأعمدة المحيطة بالسيلا في المعابد البيرابتيروسية اليونانية القديمة. هذا سمح للكهنة بالمرور حول السيلا (على طول تيرون - Pteron) في مواكب ثقافية.
إذا كانت هذه القاعة من الأعمدة تحيط بالفناء أو الحديقة، فإنها تُسمَّى بيرستايل (Peristyle) بدلاً من بيراستسيس.
في العمارة الكنسيّة، تُستخدم أيضًا في المنطقة الواقعة بين درابزين الكنيسة الكاثوليكيّة والمذبح العالي (ما يُسمى عادةً الحرم المقدس أو المذبح - Chancel).